# Diecezja Dharmapuri
Diecezja Dharmapuri – diecezja rzymskokatolicka w Indiach. Została utworzona w 1997 z terenu diecezji Salem.

## Ordynariusze
- Joseph Anthony Irudayaraj, S.D.B. (1997–2012)
- Lawrence Pius Dorairaj, od 2012